# Frans Ackerman
Frans Ackerman (ou Frans Ackermann ou François Ackerman; Gante, c. 1330 — Gante, 22 de julho de 1387) foi um dos mais famosos estadistas e líderes militares flamengos do século XIV.
Foi um dos líderes populares da rebelião dos burgueses e mercadores da cidade de Gante, que durante a Guerra dos Cem Anos se recusou a se submeter ao rei francês quando Flandres passou para o domínio francês.
O tempo fez dele um dos símbolos do patriotismo ou da resistência dos mercadores de Gante contra os poderosos que muitas vezes tentavam subjugar a cidade (por causa de sua riqueza ou sua posição estratégica na confluência dos rios Lys e Escalda).

## Biografia

### Infância
Sua infância não é conhecida, mas diz-se que nasceu em uma família de comerciantes na então crescente cidade medieval de Gante.

### Ações militares

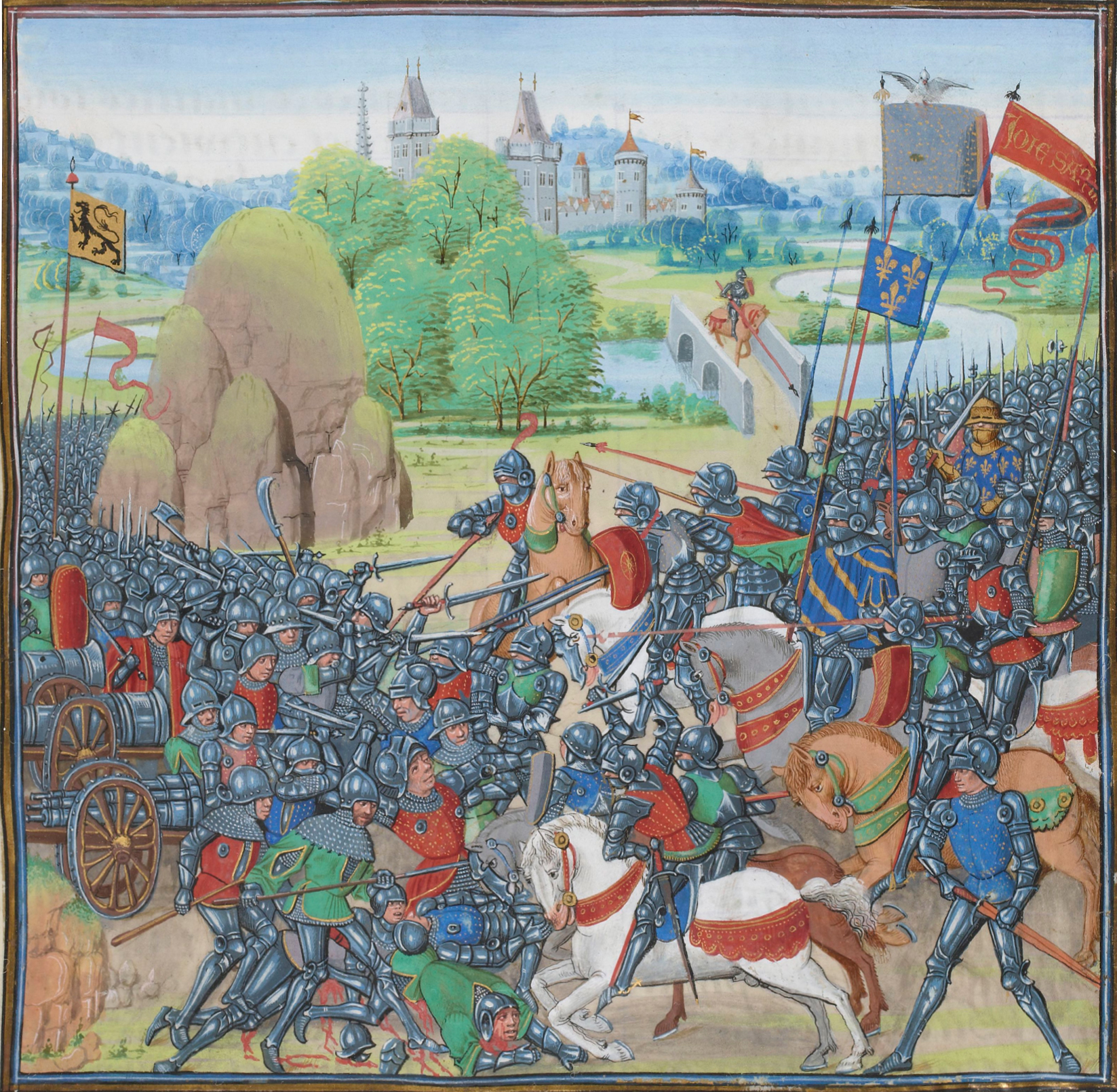
Batalha de Roosebeke (27 de novembro de 1382), em que Franz Ackerman teria participado e onde o exército flamengo foi derrotado

Sabe-se que foi nomeado por Filipe van Artevelde (ou Philip van Artevelde, ou Pilips van Artevelde, capitão de Gante de 1381 a 1382 e governador da Flandres em 1382) comandante de um corpo armado de um grupo de guerrilheiros que durante algum tempo manteve as rotas de comércio que levam a Gante abertas.
Ele foi um dos líderes da Revolta dos Capuzes Brancos, uma rebelião da cidade de Gante contra o poderoso Luís de Male (ou Luís II de Flandres, também chamado Luís de Dampierre ou Luís de Maerle ou Lodewijk van Male para os falantes do neerlandês), filho do Conde Luís I e da Condessa Margarida I da Borgonha.
Participou da Batalha de Beverhoutsveld (3 de maio de 1382).
De acordo com um livro de J Paviot (1995) sobre a política naval dos duques de Borgonha, documentos ingleses o mencionam como um dos líderes dos rebeldes flamengos, mas também como admirallus Flandriae em 1382 (e mais tarde como nuper admirallus navium de Flandria) (os ingleses apoiaram a rebelião dos mercadores de Gante).
Ao lado de Filipe van Artevelde, em um exército de apenas 5 mil homens, ele ajudou a derrotar os 40 mil cavaleiros do Conde de Flandres em Bruges em 3 de maio de 1382 (o número real de combatentes ainda é contestado pelos historiadores, mas reconhece-se que o Conde da Flandres cometeu graves erros estratégicos).
Essa vitória possibilitou aos mercadores de Gante também tomarem Bruges, o que faria com que outras cidades flamengas se submetessem ao povo de Gante. A guarnição de Oudenaarde, que permaneceu leal ao conde, foi sitiada pelas tropas de Gante lideradas por Filipe van Artevelde (então autoproclamado regente/governador do condado de Flandres) em 9 de junho antes de seguir para o sul através do rio Lys em Comines para enfrentar os franceses em 27 de novembro de 1382 durante a Batalha de Roosebeke, onde as milícias burguesas flamengas lideradas por Ackerman foram derrotadas (cerca de 26 mil mortos, incluindo o próprio Filipe van Artevelde, depois sucedido por Frans Ackerman).
Após a morte de Filipe van Artevelde, ele participou da Batalha das Dunas e venceu. Capturou a cidade de Damme, mas esta foi sitiada por seis semanas pelo exército do rei francês Carlos VI. Sem o prometido apoio inglês, Ackerman não pode romper este cerco.
Participou das negociações de paz com Filipe II da Borgonha, conhecido como Filipe, o Audaz (duque da Borgonha, então casado com Margarida de Male, filha e herdeira de Luís de Male). Em 18 de dezembro de 1385 foi finalmente assinado o Tratado de Tournai, onde os privilégios de Gante foram restaurados e aplicados a qualquer forma de resistência à anistia. Gante, no entanto, teve que renunciar à sua aliança com a Inglaterra e reconhecer o rei da França.
Ackerman depois de recusar um cargo na corte do Duque de Borgonha, foi assassinado em 22 de julho de 1387 em Saint-Pierre pelo filho do Sr. Herzele que assim queria vingar a morte de seu pai (e sua irmã de acordo com uma versão romantizado da história).

## Usos póstumos do nome ou dalendade Frans Ackerman
- Frans Ackerman, assim como Filipe van Artevelde[6] também se tornou um símbolo de resistência na Flandres, bem como o herói de uma ópera flamenga em 1867;

- Várias gravuras e esculturas o representam (nos séculos XIX e XX, incluindo por exemplo um busto em terracota, de Domien Van Den Bossche. Algumas podem ser feitas a partir de figuras mais antigas (moedas[7] e medalhões) segundo Hooft, E. (2006)[8]